# Souamaa
Souamaa là một đô thị thuộc tỉnh Msila, Algérie. Dân số thời điểm năm 2002 là 6.424 người.